# 986
Évszázadok: 9. század – 10. század – 11. század
Évtizedek: 930-as évek – 940-es évek – 950-es évek – 960-as évek – 970-es évek – 980-as évek – 990-es évek – 1000-es évek – 1010-es évek – 1020-as évek – 1030-as évek
Évek: 981 – 982 – 983 – 984 –  985 – 986 – 987 – 988 – 989 – 990 – 991

## Események
- Saraf ad-Daula fárszi és kermáni emír felszámolja két fivére, Tádzs és Dijá húzisztáni és baszrai emírségét, egyúttal kivívja fősége elismerését Irakot uraló öccsétől, Szamszámtól. Tádzs és Dijá nagybátyjuknál, Fahrnál keresnek menedéket Rajjban.

## Születések
- március 10. – Æthelstan Ætheling, angol király II. Ethelred fia († 1016)

Bizonytalan dátum
- Babenbergi Poppo, Babenberg érseke († 1047)
- Veszprém, avagy Bezprym lengyel fejedelem († 1032)
- Constance d'Arles, II. (Jámbor) Róbert francia király harmadik felesége († 1034)

## Halálozások
- március 2. – Lothár nyugati frank király (†941)